# Lupinus submontanus
Lupinus submontanus är en ärtväxtart som beskrevs av Joseph Nelson Rose. Lupinus submontanus ingår i släktet lupiner, och familjen ärtväxter. Inga underarter finns listade i Catalogue of Life.